# 2124 Ніссен
2124 Ніссен (2124 Nissen) — астероїд головного поясу, відкритий 20 червня 1974 року.
Тіссеранів параметр щодо Юпітера — 3,213.